# 정튠
정튠은 대한민국의 가수이자 싱어송라이터이다. 본명은 한수정으로 1994년 10월 15일생이다. 2024년 7월 18일 정규앨범 1집 Tuniverse를 발매하고 단독공연을 플렉스라운지에서 개최했다.

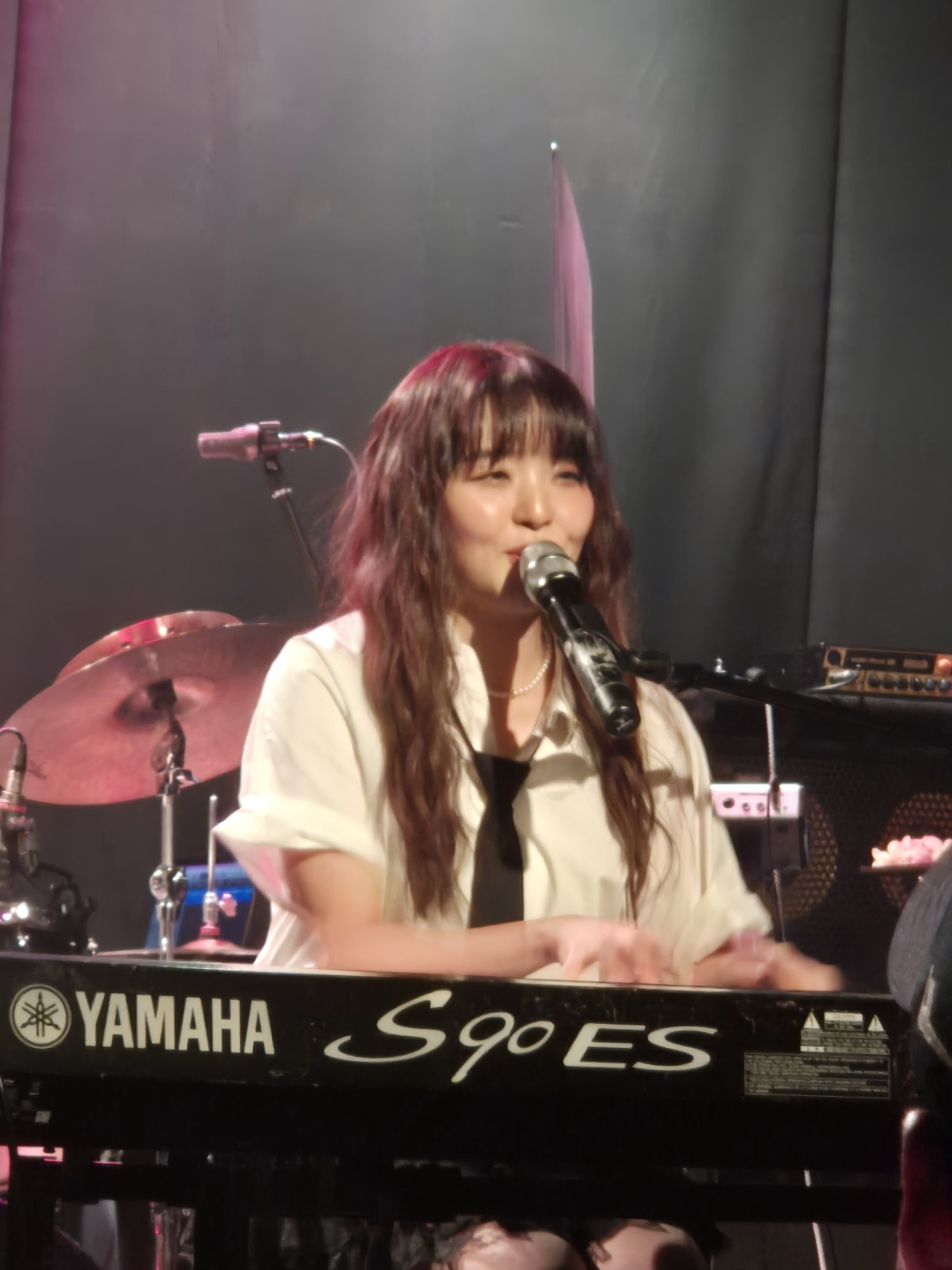
정튠, 1집 발매 단독 공연

## 학력
- 서울대학교 음악대학 작곡과 학사
- 한예종 재학 중

## 음반 목록

### 정규 음반
- 1집 Tuniverse

### 싱글
- 자유롭고 이상한 할머니가 되고 싶어
- 롤링페이퍼
- Mushroom (Feat. 임세모)
- 환승연애2 OST Part 4 '다시, 설렘'
- Gaming Christmas (Feat. 윤새)
- 여름이 가던 거리에서
- Highball dreams
- 오히려 좋아
- Game Over
- 반짝여
- 슬라임이 되고 싶어
- 당 떨어지는 이 세상에 달콤한 미소를 주세요

### 링크
- 인스타그램
- 유튜브
- 트위치

1. ↑  https://tumblbug.com/tuniverse?ref=GNB%2F%EC%A0%84%EC%B2%B4